# 索爾特福克鎮區 (密蘇里州薩林縣)
索爾特福克鎮區（英語：Salt Fork Township）是位於美國密蘇里州薩林縣的一個行政鎮區。

## 地方資料
索爾特福克鎮區的面積為83.52平方千米，當中陸地面積為82.96平方千米，而水域面積為0.56平方千米。根據2020年美國人口普查的數據，當地共有人口305人，而人口密度為每平方千米3.65人。